# Wankeliella peterseni
Wankeliella peterseni är en urinsektsart som beskrevs av Josef Rusek 1975. Wankeliella peterseni ingår i släktet Wankeliella, och familjen blekhoppstjärtar. Arten är reproducerande i Sverige.